# Nationell union

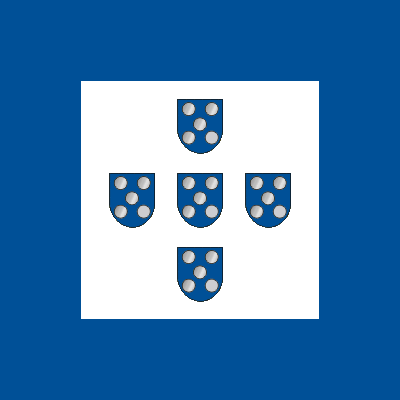
Nationella Unionens emblem.

Mocidade Portuguesa
Ungdomsorganisation

Legião Portuguesa
Försvarskår

Nationell Union (União Nacional) var en politisk massrörelse grundad 1930 i Portugal som dominerade landet under Estado Novo mellan 1933 och 1974 och fick under denna tid samtliga mandat i (de icke-fria) valen till nationalförsamlingen (Assembleia Nacional), Portugals underhus. I motsats till Nazistpartiet i Tyskland och PNF i Italien verkade det inte som ett massparti, utan hade ett högst begränsat ideologiskt och praktiskt inflytande och en oklar ledarroll. Dess huvudståndpunkter vilade på autarki, korporativ nationalism och ett motstånd mot såväl kommunism, liberalism och demokrati som internationell fascism och nazism. Med tiden blev även konservativa värden som religion och familj viktiga inslag. Under diktaturen utmanades partiet endast i 1969 års val, då det officiellt fick 88 % av rösterna och samtliga mandat. Partiet döptes om till Acção Nacional Popular (Nationell folklig aktion) efter Salazars död 1970. Det upplöstes efter Nejlikerevolutionen 1974.
Medlemskap i Mocidade Portuguesa (Portugisisk ungdom), bildat 1936 som rörelsens ungdomsorganisation var periodvis obligatoriskt för samtliga portugisiska barn mellan 7 och 14 år. Inledningsvis var den inspirerad av Hitlerjugend och paramilitära rörelser men slog under Marcelo Caetano in på en moderat inriktning.